# Aphaniosoma collini
Aphaniosoma collini is een vliegensoort uit de familie van de Chyromyidae. De wetenschappelijke naam van de soort is voor het eerst geldig gepubliceerd in 1973 door Lyneborg.